# 朱氏家祠 (扬州市)

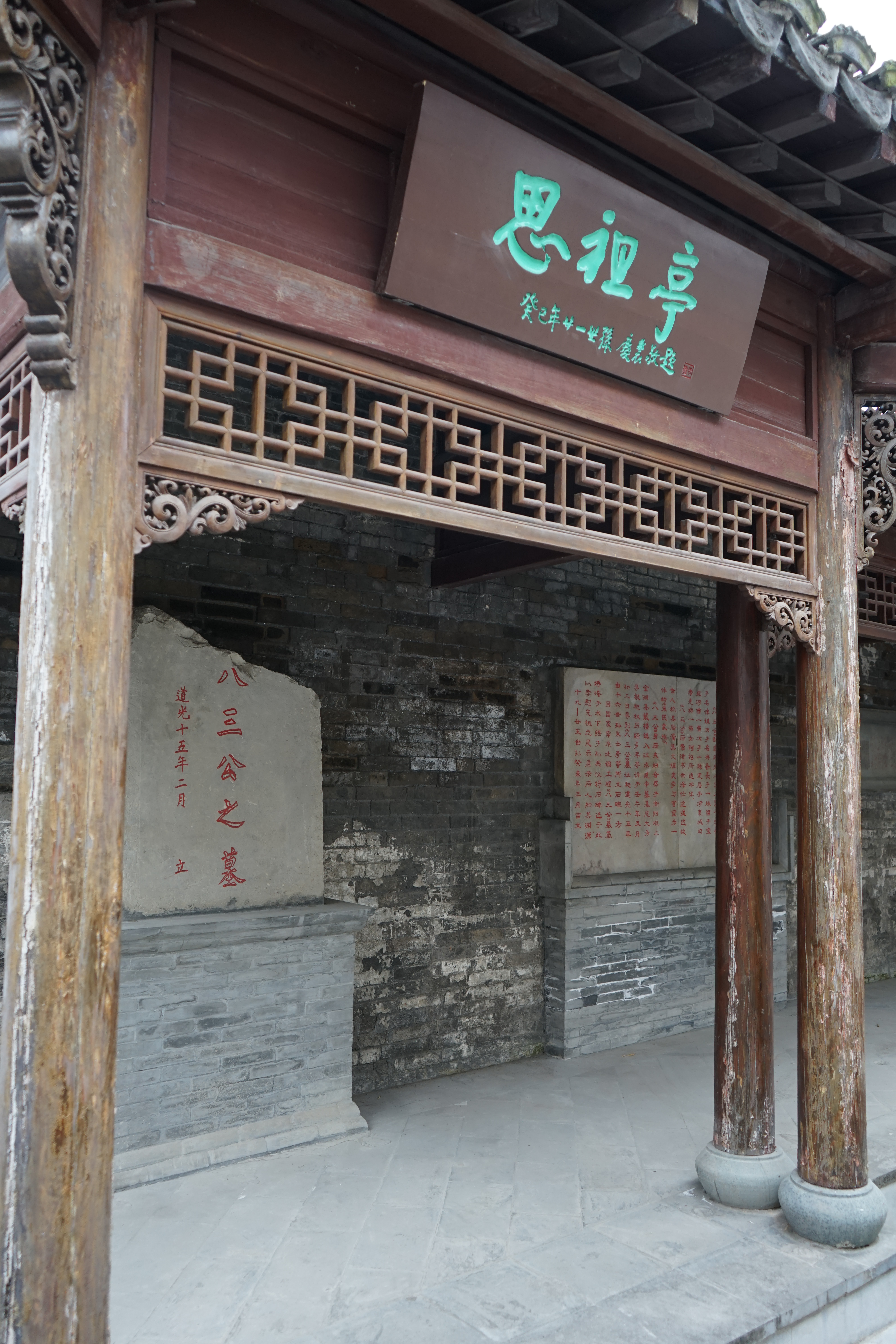
思祖亭，八三公之墓

朱氏家祠，位于江苏省扬州市宝应县，是中华人民共和国江苏省文物保护单位之一。

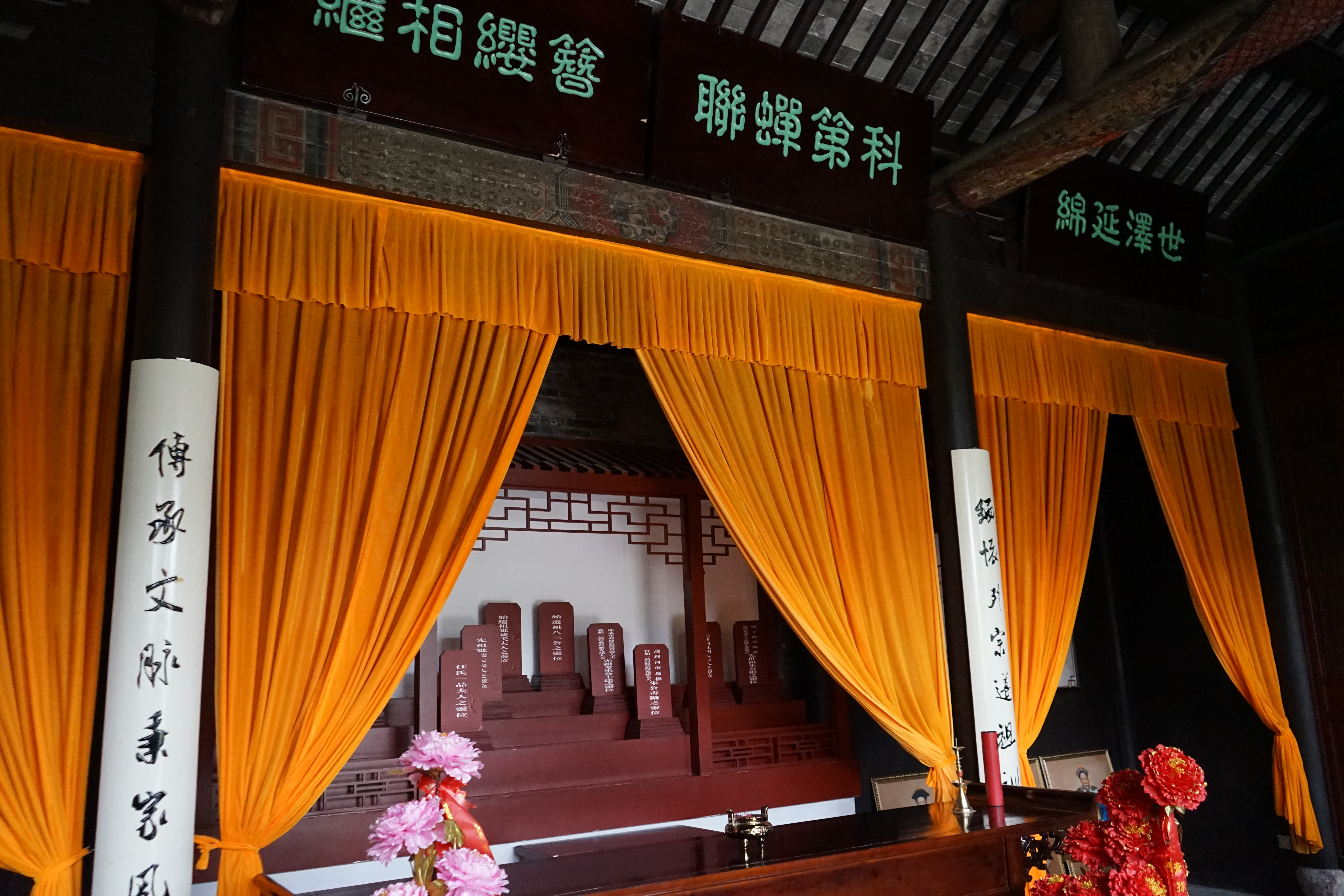
宜禄堂

2011年12月30日，授予江苏省文物保护单位，是一座古建筑。